# Beuthener Straße
Beuthener Straße ist der nördlichste Teil des Nürnberger Stadtteils Langwasser und der Name des Statistischen Bezirks 34 und des statistischen Distrikts 340 im Statistischen Stadtteil 3 „Südöstliche Außenstadt“. Der Bezirk besteht aus nur einem Distrikt, dem Distrikt 340 Beuthener Straße.